# Bohuslav Blažek
Bohuslav Blažek (18. října 1942 Praha – 20. listopadu 2004 Praha) byl sociální ekolog. Vystudoval filmovou a televizní dramaturgii na FAMU (absolvoval r. 1965) a filosofii a psychologii na Filozofické fakultě Univerzity Karlovy (absolvoval r. 1971), Ashoka Fellow.

## Život
Jeho zájmové a pracovní rozpětí sahalo od sociologie přes architekturu a vědu až po média a umění. Byl publicistou, filmovým dramaturgem a režisérem, metodologem, překladatelem, prognostikem, myčem výloh, konzultantem a spoluautorem architektů a urbanistů, rozhlasovým a televizním moderátorem, autorem nebo spoluautorem mnoha tzv. měkkých her a necelé dvacítky knih. Od roku 1991 byl ředitelem nadace EcoTerra (r. 2002 se transformovala na stejnojmennou nástupnickou organizaci EcoTerra o. p. s.) zaměřené na občanskou participaci a kritickou analýzu médií. Posledních deset let přednášel na třech vysokých školách a věnoval se sociologii a ekologii venkova, nejen publikačně, ale i v rámci občanských iniciativ. Jako vysokoškolský pedagog vyučoval sociální ekologii na fakultě architektury ČVUT (1992–2004), na katedře divadelní antropologie DAMU (1999–2002) a na FAMU (2002–2004). Jeho semináře na FA ČVUT vedly studenty k samostatnému uvažování, kritickému myšlení a neobvyklému pohledu na architekturu a životní prostředí. Propagoval různé metody, vedoucí k dialogu architekta s klientem a k participaci veřejnosti na architektonických projektech. V letech 1993–2001 byl po tři volební období místopředsedou Spolku pro obnovu venkova. Roku 1997 spoluzakládal Školu obnovy venkova v Libčevsi. Starostům a dalším aktivním venkovským občanům poskytoval výraznou inspiraci jak pro reflexi venkovské identity, tak pro reálné drobné kroky zaměřené na každodennost.
Bohuslav Blažek publikoval stovky článků v mnoha českých i zahraničních novinách a časopisech. V průběhu života byl člen redakčních rad několika odborných časopisů (Architekt, Literární noviny, Porozumění, Souvislosti, Tvář), přispíval do periodik Student, Výtvarná práce, Architektura, Čtení pro ženy, Děti a my, Praktická žena, Technický magazín, Žena a móda, Bajt, Divadelní noviny, Lidové noviny, Přítomnost, Respekt, Svět a divadlo, Umění a řemesla, Přítomnost či Výchova a vzdělávání. Režíroval téměř 30 dokumentárních filmů. Jako moderátor nebo diskutující se účastnil mnoha panelů vysílaných v České televizi nebo v Českém rozhlase. V letech 2000–2002 moderoval internetovou diskusi věnovanou Pražskému hradu, od roku 2001 do roku 2004 také moderoval internetovou diskusi na téma obnovy venkova. Bohuslav Blažek byl od roku 1971 ženatý s Jiřinou Olmrovou, má dva syny Filipa a Kryštofa.
V letech 1964–1967 působil jako redaktor v týdeníku Literární noviny, poté jako dramaturg ve Studiu Československého armádního filmu (1967–1970). Znovu mohl publikovat teprve od roku 1978, kdy vydal svou první knihu – Mezi vědou a nevědou. Tehdy (1972–1980) pracoval jako metodolog v Ústavu krajinné ekologie ČSAV a jeho úkolem bylo hledat společný jazyk mezi většinou přírodovědců a maličkým oddělením společenskovědních badatelů. Toto oddělení (antropoekologie) bylo posléze z politických důvodů zrušeno. Přes všechny dramatické zvraty se mu podařilo stát se jedním ze zakladatelů sociální ekologie u nás. K jeho nejvýznamnějším odborným publikacím patří Krása a bolest: Umění, tvořivost a hra v životě trpících a postižených (spolu s Jiřinou Olmrovou) a Venkov / města / média. Jeho knihu Venkovy – anamnéze, diagnóza, terapie s fotografiemi syna Kryštova Blažka vydalo v roce 2004 brněnské nakladatelství Era. Svou poslední knihu Zvrácená pyramida s podtitulem sociálně-ekologická studie konfliktu mezi pyramidovým schématem a občanskou společností napsal opět společně s Jiřinou Olmrovou.
V roce 2004 obdržel in memoriam Cenu Josefa Vavrouška, kterou každoročně uděluje Nadace Charty 77 za významnou práci v oblasti ekologie a životního prostředí, a to „za celoživotní úsilí o řešení aktuálních společenských a environmentálních otázek, aktivní prosazování principů trvale udržitelného rozvoje, inovativní přístup při prosazování participace občanů na správě věcí veřejných a významný přínos k jejich zprostředkování širší veřejnosti“.

## Dílo
Blažkova tvorba sahá kromě vědy také do oblasti publicistiky, umění a také jeho vlastního působení v různých úrovních společnosti. Nejznámější je pro svou práci v oblasti sociální ekologie a aktivity spjaté s hnutím za obnovu a rozvoj venkova. Dále se Blažek věnoval také překladům či psaní popularizačních textů. V neposlední řadě se věnoval také psaní beletrie a je také autorem dokumentárních filmů. 

### Vybraná filmografie
- Trojická pouť v Hluboši (1992)
- Mezi uranem a Stasi (1992)
- Dvě vesnice (1992)
- Meyrinkův film (1994)
- Komu patří architektura? (2003)

### Vybraná bibliografie
- Spasitelé (1970, náklad z větší části zničen)
- Mezi vědou a nevědou (Pressfoto, 1978)
- Jaké děti nejsou (MONA, 1979, s Jiřinou Olmrovou)
- Jací jsme a jací nejsme (Albatros, 1982, s Jiřinou Olmrovou)
- Dorozumění o nedorozumění. Hry, rituály a mýty v rodinné komunikaci (MONA, 1982, s Jiřinou Olmrovou)
- Zprávy z babylonské věže (Albatros, 1984)
- Dagmar Hochová (Odeon, 1984)
- Krása a bolest. Úloha tvořivosti, umění a hry v životě trpících a postižených (Panorama, 1985, s Jiřinou Olmrovou)
- Průhledy do dětství (Avicenum, 1986, s Jiřinou Olmrovou)
- Světy postižených. Sociální posila v rodinách s mentálně retardovaným dítětem (Avicenum, 1988, s Jiřinou Olmrovou)
- Bludiště počítačových her (Mladá fronta, 1990), ISBN 80-204-0204-7, kniha je ke stažení v PDF – viz Externí odkazy
- Tváří v tvář obrazovce (Sociologické nakladatelství, 1995), ISBN 80-85850-11-7
- Venkov / města / média (Sociologické nakladatelství, 1998), ISBN 80-85850-59-1
- Venkovy – anamnéze, diagnóza, terapie (Era, 2004), ISBN 80-86517-90-X
- Zvrácená pyramida (Sociologické nakladatelství, 2006, s Jiřinou Olmrovou), ISBN 80-86429-54-7
- Divadlo v proměně civilizace (Pražská scéna, 2018), ISBN 978-80-86102-85-6

### Vybrané překlady z angličtiny
- Hawken, Paul; Lovins, Amory, Lovinsová, L. Hunter: Přírodní kapitalismus. Jak se rodí další průmyslová revoluce (Mladá fronta, 2003, společně s V. Svobodou), ISBN 80-204-1078-3
- Toffler, Alvin; Tofflerová, Heidi: Nová civilizace. Třetí vlna a její důsledky (Dokořán, 2001), ISBN 80-86569-00-4
- Toffler, Alvin; Tofflerová, Heidi: Válka a antiválka (Dokořán-Argo, 2002, společně s J. Miřejovským), ISBN 80-86569-16-0

### Vybrané předmluvy a doslovy
- Bakalář, Eduard: Nové psychohry: společenské hry pro všestranný rozvoj osobnosti (Portál, 1998), ISBN 80-7178-235-1; předmluva
- Kafka, Franz: Proces (Argo, 1992), ISBN 80-901198-3-2; doslov
- Meyrink, Gustav: Anděl západního okna (Argo, 1992, 1996), ISBN 80-901198-0-8; doslov
- Meyrink, Gustav: Golem (Argo, 1993), ISBN 80-85794-19-5; doslov
- Orwell, George: Farma zvířat (Práce, 1991), ISBN 80-208-0159-6; doslov

### Vybrané příspěvky ve sbornících
- Podoby (Čs. spisovatel, Praha 1967)
- Podoby II (Čs. spisovatel, Praha 1969)
- Čím drží svět pohromadě (Mladá fronta, Praha 1990)
- Hudba na pomezí (Panton, Praha 1991)